# MP 05
Le MP 05 (Métro Pneu appel d'offres 2005) est un matériel roulant sur pneumatiques automatique commandé en 2005 par la Régie autonome des transports parisiens (RATP) pour le métro de Paris. Dérivé du MP 89, il a permis de remplacer ce dernier sur la ligne 1 lors de son automatisation intégrale sans conducteur entre 2011 et 2013. Des rames complémentaires ont été par la suite commandées pour compléter le parc de la ligne 14 en 2014, puis sept rames supplémentaires ont été livrées en 2015 sur la ligne 1 dans le but de renforcer l'offre sur celle-ci.
Dans le cadre des travaux d'automatisation de la ligne 4 et de l'extension de la ligne 14 au nord à Mairie de Saint-Ouen, qui s'accompagne de la livraison de nouveaux trains MP 14 à huit voitures, les trains MP 05 affectés à la ligne 14 sont transférés sur la ligne 4.
Il s'agit du seul matériel du métro de Paris à n'avoir été produit qu'en version entièrement automatique.

## Histoire

### Automatiser la ligne 1
Au début des années 2000, forte du succès de la ligne 14 qui est entièrement automatisée, la RATP envisage d'automatiser certaines des lignes existantes du métro. D'une part cela permettrait à Paris de rester une vitrine technologique en innovations ferroviaires, et d'autre part cela permettrait d'augmenter le nombre d'axes en circulation normale lors des grèves de la RATP.
Le choix de la RATP se porte alors tout normalement vers la ligne 1, la plus chargée du réseau et la plus fréquentée par les touristes. Mais les MP 89 CC présents sur la ligne 1 ne sont pas équipés pour rouler sur une ligne automatisée. Deux solutions sont possibles :
- équiper les MP 89 CC pour les automatismes ;
- commander un nouveau matériel.

C'est la seconde solution qui a été choisie par la RATP, car elle présente l'avantage de libérer les MP 89 CC de la ligne 1 qui ont alors rejoint sur la ligne 4, laquelle possédait un nombre de rames à peu près équivalent à celui de la ligne 1, permettant ainsi de réformer les rames MP 59 de cette ligne, arrivées en fin de vie. Il était cependant envisagé d'envoyer les rames en meilleur état sur la ligne 11 pour renforcer le service et en prévision de son prolongement vers l'est, mais les retards de réalisation de celui-ci ont rendu ce dernier scénario caduc et l'ensemble du parc de la ligne 4 a donc été radié.

### Choix des industriels
Alstom se voit confier la totalité de la commande, étant à l'époque le seul industriel à avoir une expérience dans la construction de métros sur pneus, dont est équipée la ligne 1.
La RATP et Alstom signent le 20 octobre 2005 un contrat portant sur la livraison de 49 rames de métro sur pneumatiques, dénommées MP 05, et d’une option de 10 rames supplémentaires, du parc de rechange et des outillages associés, le tout pour un montant de 474 millions d'euros (soit environ 9,7 M€ par rame).
Les usines d'Alstom en France concernées par le contrat des rames MP 05 sont les suivantes :
- Valenciennes, pour la fabrication des rames et l'intégration des équipements ;
- Le Creusot, pour les bogies ;
- Ornans, pour les moteurs ;
- Tarbes, pour les équipements de traction ;
- Villeurbanne et Montréal (au Canada), pour les systèmes informatiques embarqués.

### Livraisons

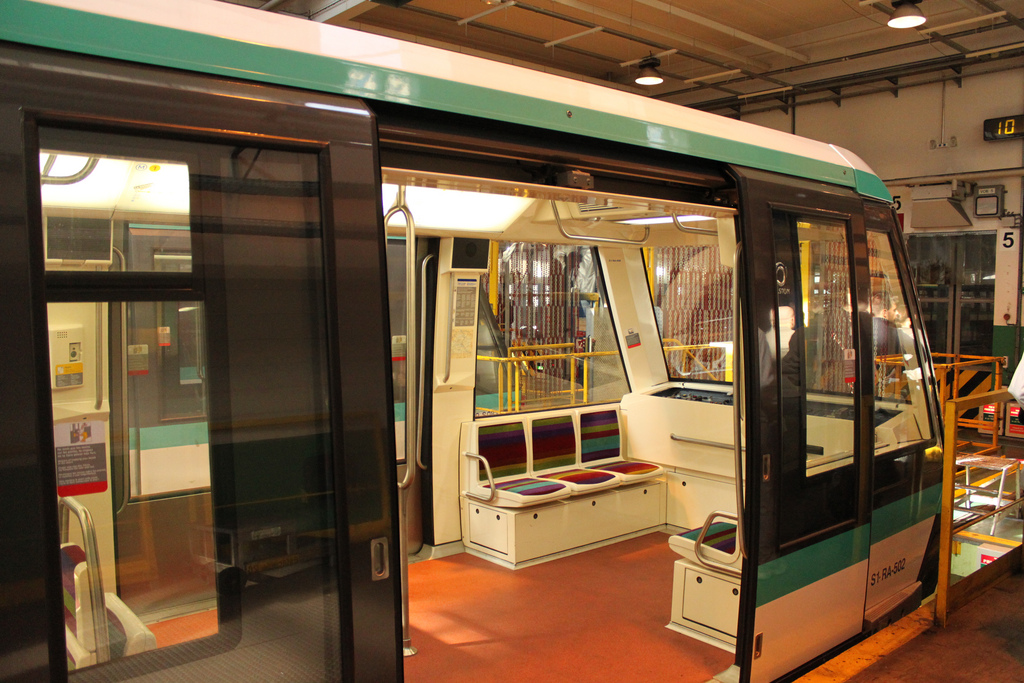
Un MP 05 aux ateliers de Fontenay.

Alstom commence la construction des premières rames MP 05 en 2008, à Valenciennes. La première rame MP 05 est livrée à la RATP début mai 2009 aux ateliers de Fontenay et présentée à la presse en juin 2009 durant ses essais. À l'occasion du lancement des travaux de pose des portes palières, la presse est invitée à découvrir une navette MP 05 (rame 502) le 12 juin 2009,. La livraison des rames se poursuit jusqu'à fin 2012.
L'affectation des rames est la suivante :
- Ligne 1 du métro de Paris (56 éléments) : 501 à 556 ;
- Ligne 14 du métro de Paris (11 éléments) : 581 (22) à 591 (32).

### Renforcement de la ligne 14
Après la première commande du 20 octobre 2005, le 27 mai 2009, le STIF décide de l'achat de 4 rames supplémentaires pour un coût d'environ 50 M€ livrables en 2012 afin de renforcer la ligne 14.
Le 8 février 2012, une commande supplémentaire de 14 rames est votée par le STIF, conformément au Schéma directeur du matériel métro pneu, afin de compléter le parc de la ligne 14 en prévision de son prolongement à Saint-Ouen. À la suite de cette décision, le 29 juin 2012, la RATP passe commande de huit trains supplémentaires sur le marché en cours avec Alstom. Cette commande porte le marché à 61 rames pour un total de 549 millions d'euros dont 12 rames destinées à la ligne 14 et 49 rames pour la ligne 1.
Les 8 rames supplémentaires seront utilisées pour effectuer les essais techniques du prolongement à Saint-Ouen. Le coût de l'achat des quatorze derniers trains décidés par le STIF est de 140 millions d'euros environ, pris en charge intégralement par le STIF. Pour compléter le dispositif, 6 rames sont commandées en novembre 2012, ce qui porte le parc final de MP 05 à 67 rames,.
Les rames MP 05 sont redéployées sur d'autres lignes à roulement sur pneumatiques 1 (prolongement vers Val-de-Fontenay) et 4 (automatisation), lors de l'arrivée des rames MP 14, destinées notamment à porter de six à huit voitures les rames de la ligne 14.

## Parc MP 05

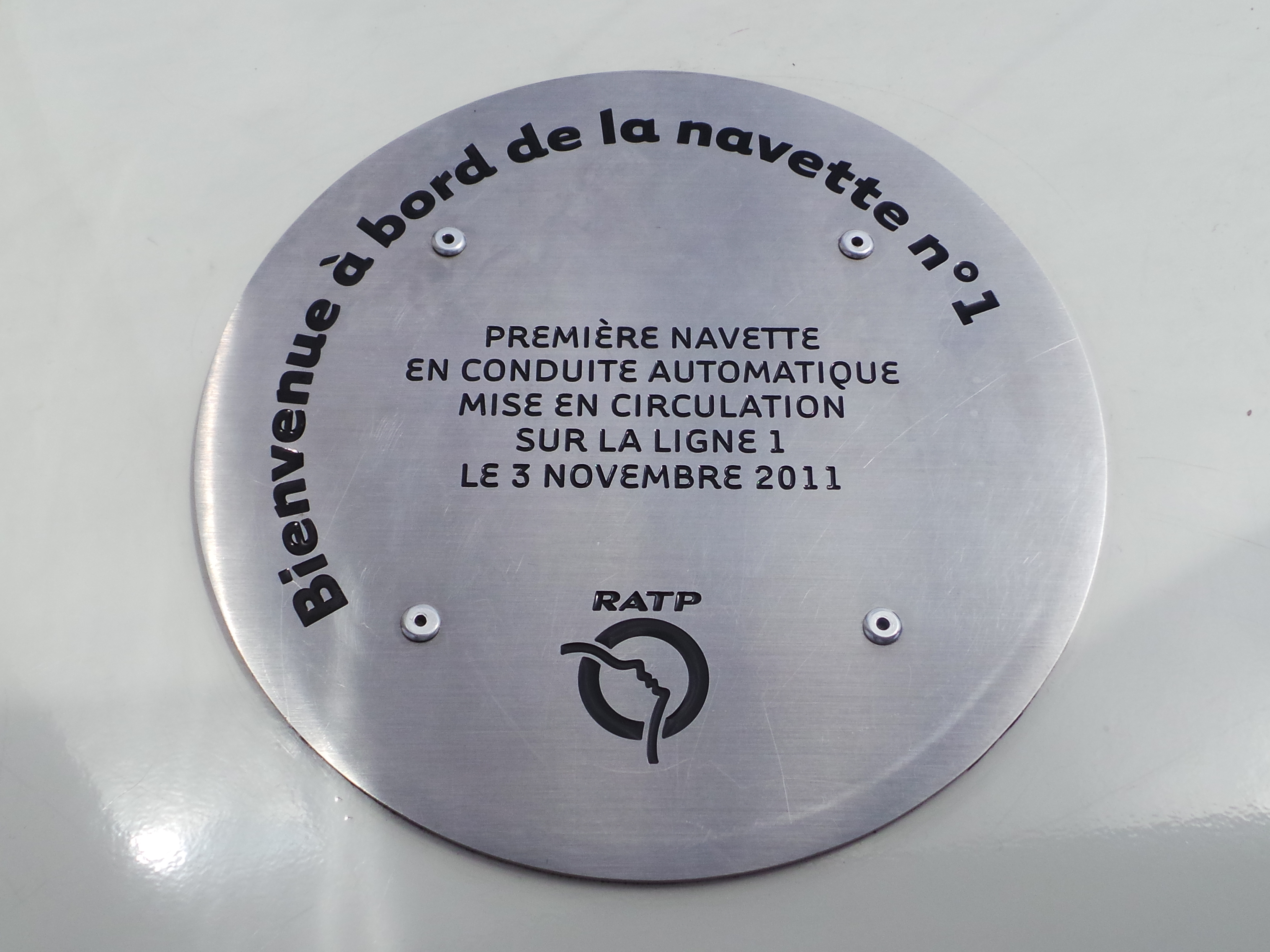
Plaque commémorant la mise en service de la première rame MP 05 sur la ligne 1.

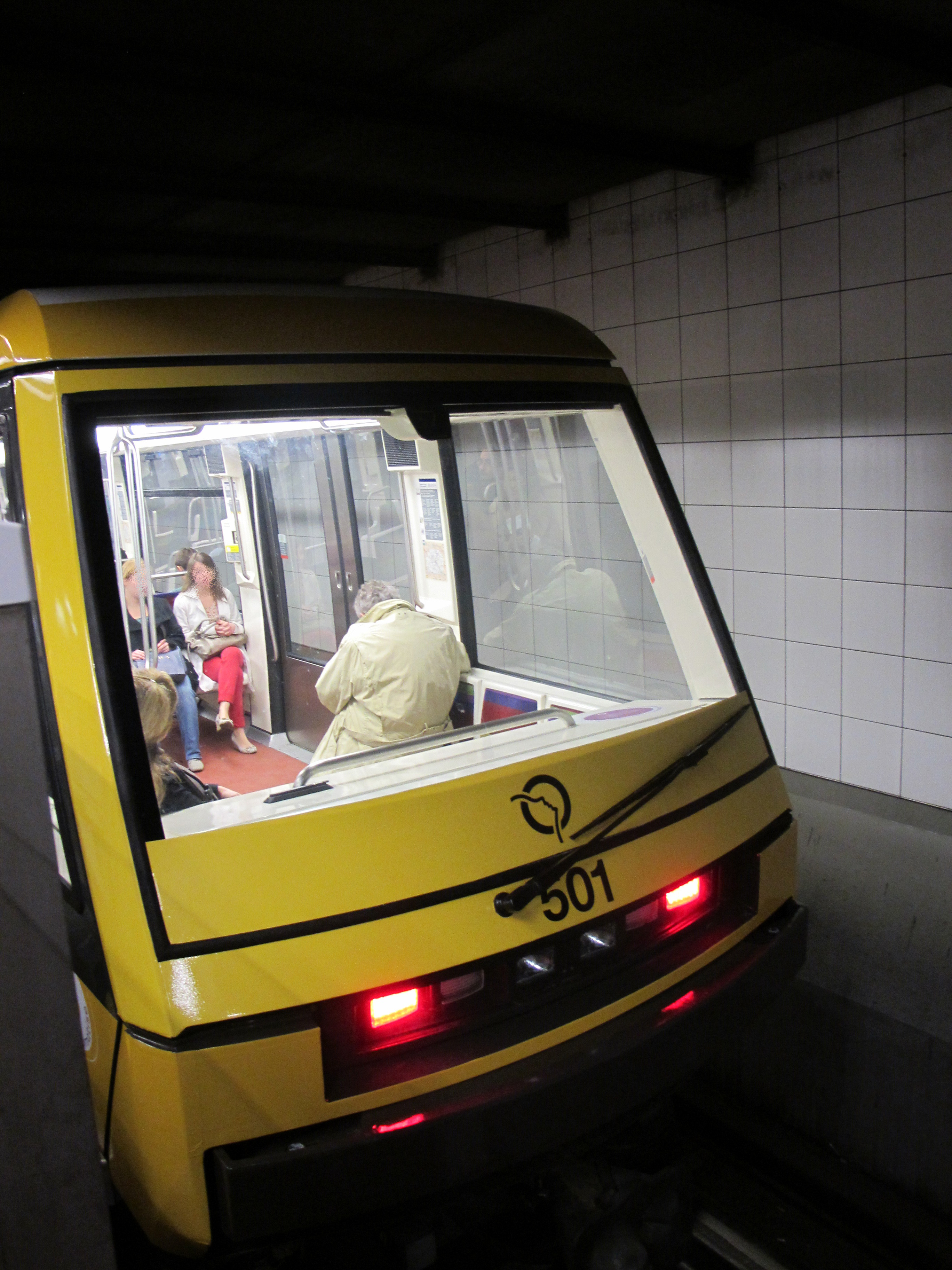
Remorque d'extrémité de la rame no 501, avec un pelliculage jaune lors de son arrivée sur la ligne 1.

Le parc comporte un total de 67 rames (dont 54 pour la ligne 1 et 11 pour la ligne 4). Les voitures d'extrémité des huit premières rames MP 05, mises en service sur la ligne 1 le 3 novembre 2011, ont reçu un pelliculage spécifique : les rames 501 et 502 étaient ainsi en jaune, la 503 en violet, la 504 en orange, la 505 en rose, la 506 en rouge, la 507 en vert pomme et la 508 en bleu ciel pour indiquer leur arrivée sur la ligne et ainsi les reconnaître plus facilement.
La rame 516 a été accidentée lors d'essais chez Alstom à Valenciennes et a été livrée ultérieurement, après avoir été remise en état.
La réception des nouvelles rames s'est faite à raison de deux à trois par mois, jusqu'au début de 2013 (sans compter les 18 autres rames prévues pour la ligne 14, la réception de la première étant attendue début 2014). Elles sont acheminées par camion, à raison d'une voiture par remorque, depuis Valenciennes jusqu'aux ateliers de Fontenay où elles sont ensuite assemblées.
Le 3 mars 2014, le premier MP 05 (no 581) est mis en service sur la ligne 14. Les MP 05 de la ligne 14 ont une double numérotation : celle « normale » des MP 05 (581, 582, etc.), accompagnée d'une numérotation faite dans la continuité des MP 89 CA de la ligne (no 22 pour la no 581). Ainsi, les faces frontales et les bas de caisses de chaque caisse possèdent la double numérotation. Par exemple, les numéros de la rame no 581 sont les suivants :
| -                                | Numéro | S impair  | N1 impair  | N2 impair  | N2 pair    | N1 pair    | S pair    |
| -------------------------------- | ------ | --------- | ---------- | ---------- | ---------- | ---------- | --------- |
| numérotation MP 05               | 581    | S1 RB 581 | N1 RB 581  | N2 RB 581  | N3 RB 581  | N4 RB 581  | S2 RB 581 |
| numérotation continuité MP 89 CA | 22     | CA-22 S1  | CA-22 N1-1 | CA-22 N2-1 | CA-22 N2-2 | CA-22 N1-2 | CA-22 S2  |

À partir de mi-avril 2015, de nouveaux MP 05 sont livrés sur la ligne 1. La numérotation est faite dans la continuité des trains précédemment livrées sur cette ligne, si ce n'est qu'ils appartiennent à la tranche "C". Ils possèdent la livrée STIF/RATP utilisée sur certaines rames de la ligne 14.
À partir de 2022, les MP 05 ont été progressivement transférés sur la ligne 4 nouvellement automatisée, tout en conservant ce principe de double numérotation mais avec une renumérotation due au changement de ligne : la rame 581 reprend par exemple le numéro 31.
Dans la numérotation des voitures, les lettres RA signifient « Rame de la tranche A », les lettres RB signifient « Rame de la tranche B », et les lettres RC signifient « Rame de la tranche C ».
Les rames MP 05 n°554, 555 et 556 sont affectées à la ligne 14, respectivement depuis septembre, novembre et octobre 2020 ; la 554 quitte la ligne en juillet 2021 et les deux rames restantes sont conservées jusqu'en août et octobre 2023 en réserve ou en remplacement de rames MP 14 utilisées pour les essais du prolongement de la ligne,.

## Caractéristiques
Le MP 05 est une évolution du MP 89 CA, dont il reprend l'essentiel des caractéristiques tout en intégrant plusieurs nouveautés. Contrairement aux autres matériels du réseau, le MP 05 n'existe pas en version à conduite manuelle.

### Caractéristiques extérieures
Extérieurement, les rames MP 05 reprennent la ligne des rames MP 89 CA dont elles sont directement issues. Par rapport aux MP 89, elles possèdent des feux à LED plus lumineux.
La livrée RATP du MP 89, caractérisée par son large bandeau anthracite encadré de deux filets vert jade autour des baies vitrées, est reconduite à l'identique sur les 49 premiers MP 05 de la ligne 1, ainsi que sur les quatre premiers éléments affectés à la ligne 14. À partir de la rame no 585 (sur la ligne 14) et du train no 550 (sur la ligne 1), les MP 05 arborent la nouvelle livrée STIF/RATP, identique à celle des MF 01 déployés sur la ligne 9, elle-même analogue à celle des matériels d'interconnexion MI 09 de la ligne A du RER. Cette livrée consiste en un bandeau horizontal argenté à hauteur des baies vitrées, entrecroisé de bandes verticales vert jade dans l'axe des portes et parcourue d'une frise végétale incorporant le logo du STIF.
À compter de 2021, les rames de la ligne 14 reversées à la ligne 4 sont repelliculées avec la livrée Île-de-France Mobilités, déjà appliquée aux MF 77 rénovés de la ligne 7 et aux MP 14. Elle se caractérise par une forte prédominance du blanc, simplement relevé d'une bande argentée en bas de caisse, d'un filet bleu ciel courant le long de la toiture et d'une mince bande verticale de même couleur sur les portes.

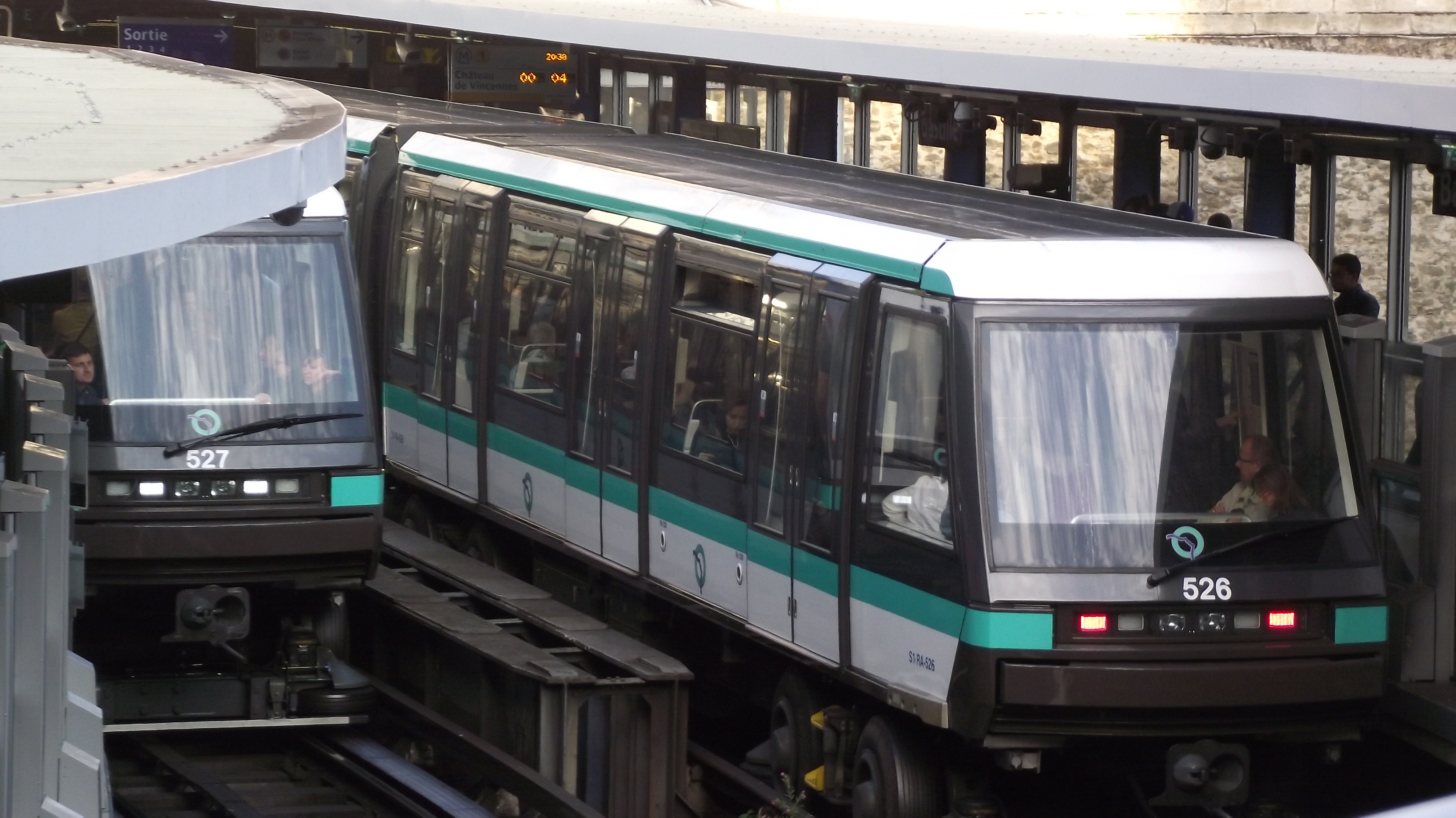
Première livrée aux couleurs de la RATP,  reprise des MP 89.
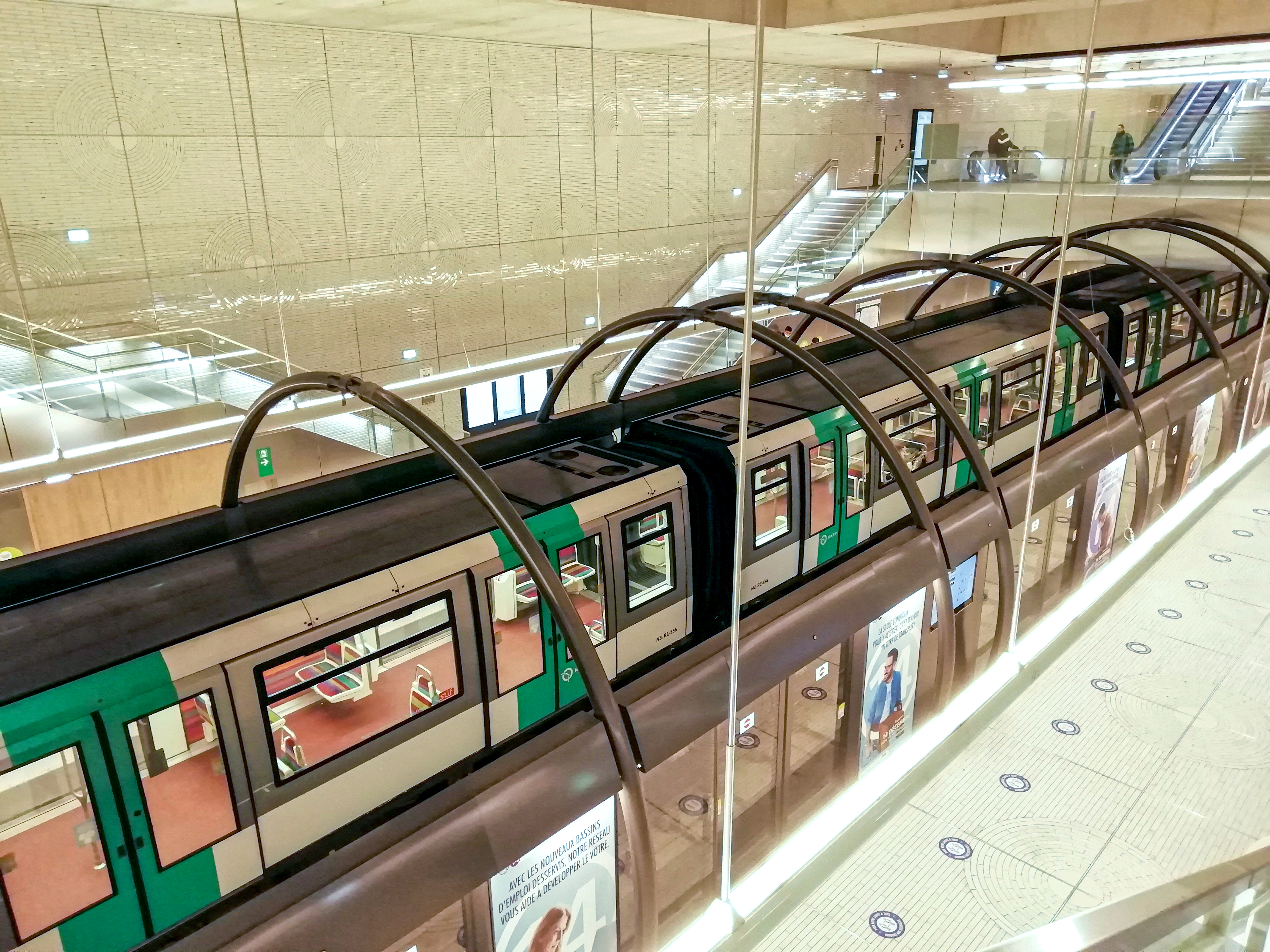
Deuxième livrée aux couleurs du STIF/RATP.
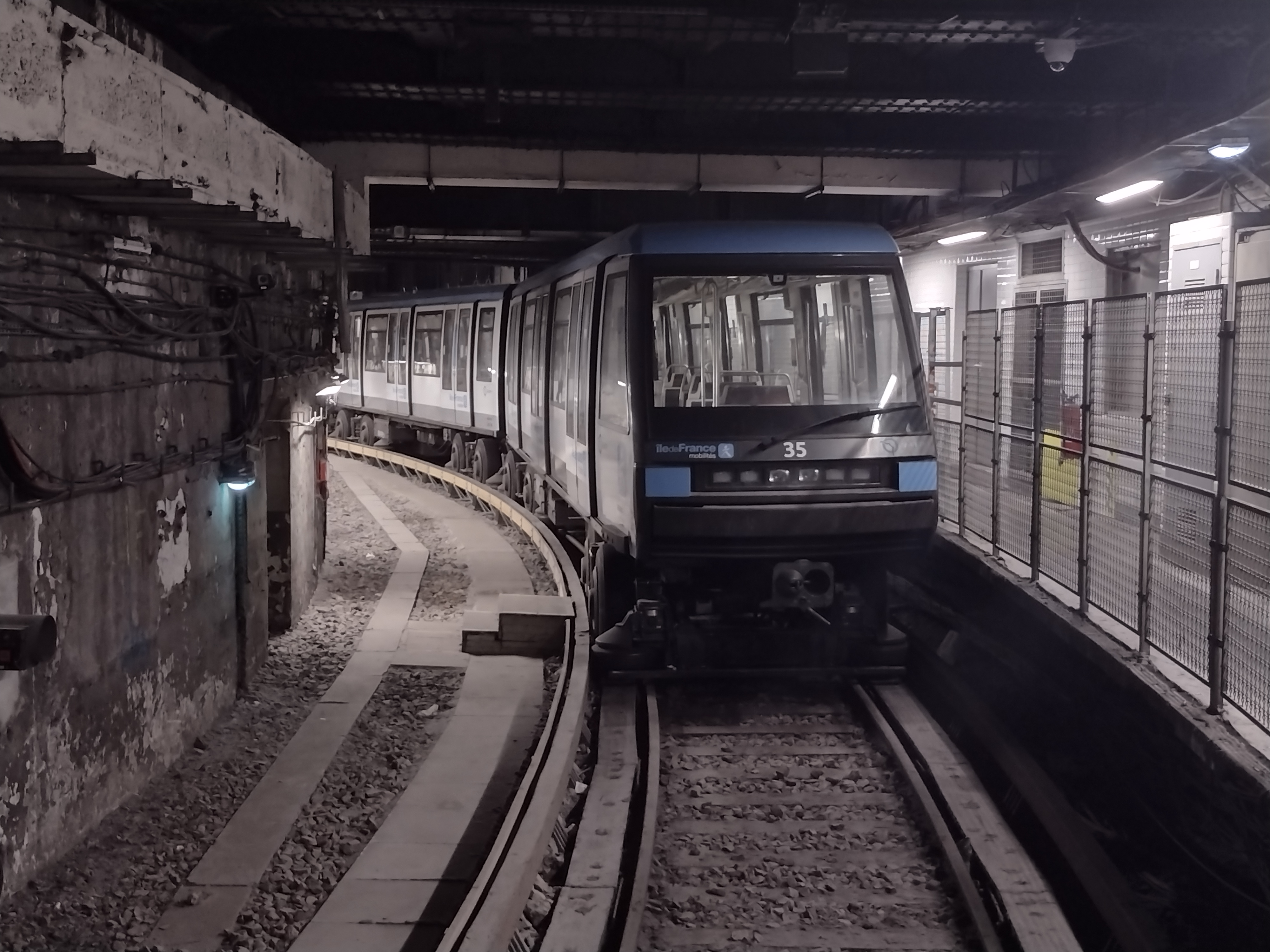
Troisième livrée aux couleurs d'ÎdFM.

### Caractéristiques intérieures

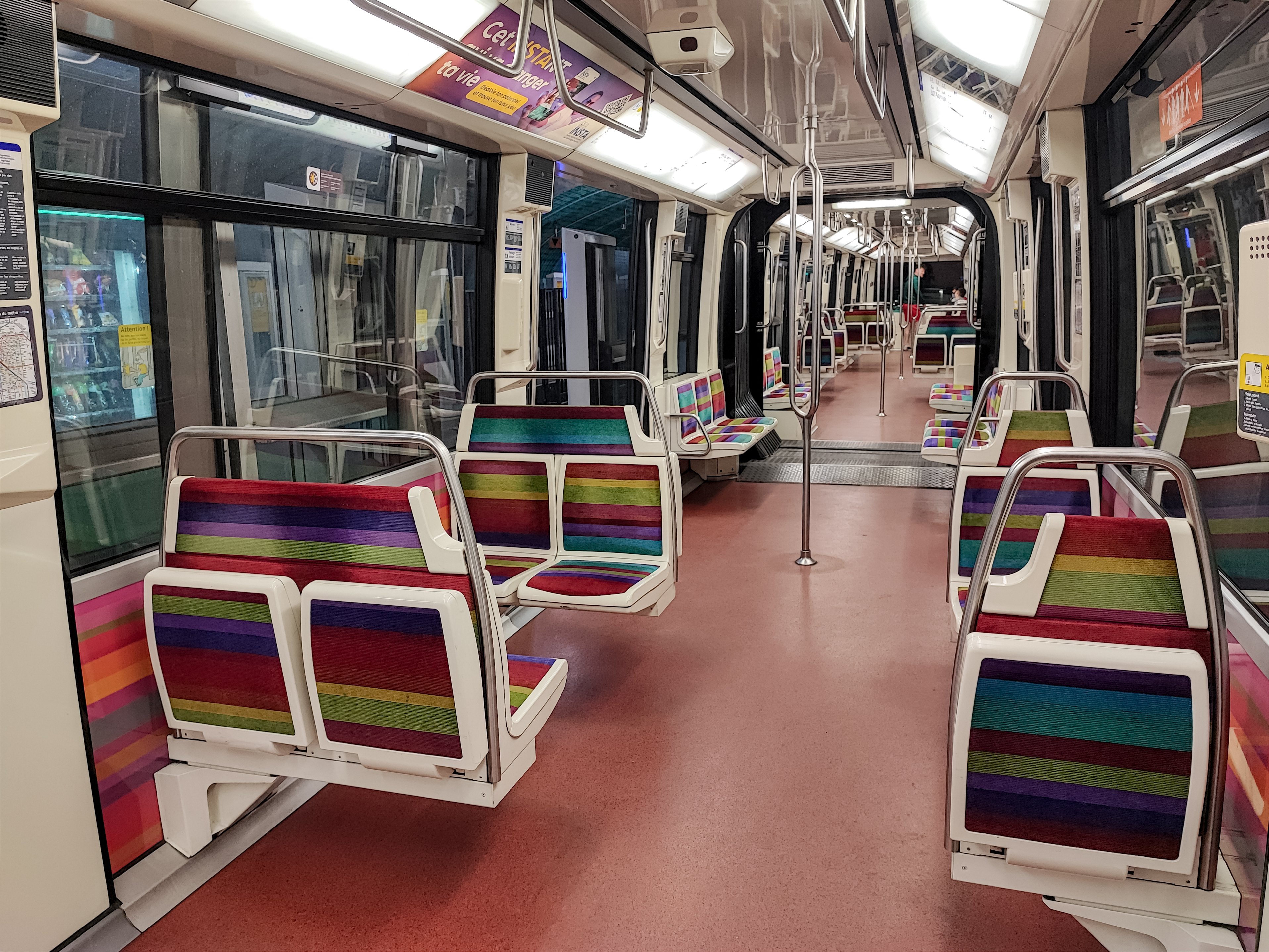
Aménagement intérieur d'un MP 05.

La RATP a opté pour un intérieur similaire à celui des MP 89 CA, mais avec de nouvelles teintes : les nuances de bleu et de gris laissent place au blanc cassé, à un sol couleur brique en référence à celui des anciennes rames Sprague-Thomson, ainsi qu'à des sièges et parois à bandes multicolores horizontales au droit des baies vitrées,, conçus entre autres par le designer Yo Kaminagai. Le plafond, de couleur beige, reprend les prénoms de toutes les personnes ayant participé de près ou de loin à l'automatisation de la ligne 1,. L'ambiance obtenue est ainsi plus colorée et chaleureuse que celle des MP 89.
Les rames MP 05 sont par ailleurs équipées de caméras de sécurité.
Contrairement aux rames MP 89, les MP 05 disposent d'une ventilation réfrigérée d’une puissance de 11 kW, placée en toiture, à l'extrémité de chaque caisse en direction du centre de la rame. À l'intérieur, son emplacement est reconnaissable à un abaissement du plafond au droit de l'intercirculation.
Les rames RA 533 à RA 549 se distinguent par leur intercirculation de type Hübner, apparue sur les MF 01 et reconduite sur certains MP 89 CC, le restant du parc ayant adopté le modèle Paulstra comme sur les MP 89 CA.
En 2018, la rame RA 508 reçoit dans une partie de ses voitures un pelliculage anti-vandalisme gris clair sur la face intérieure des vantaux de portes, perdant alors leur aspect chrome, comme cela a déjà été généralisé sur plusieurs autres matériels du réseau. Ce pelliculage a été retiré depuis.

### Fiche technique

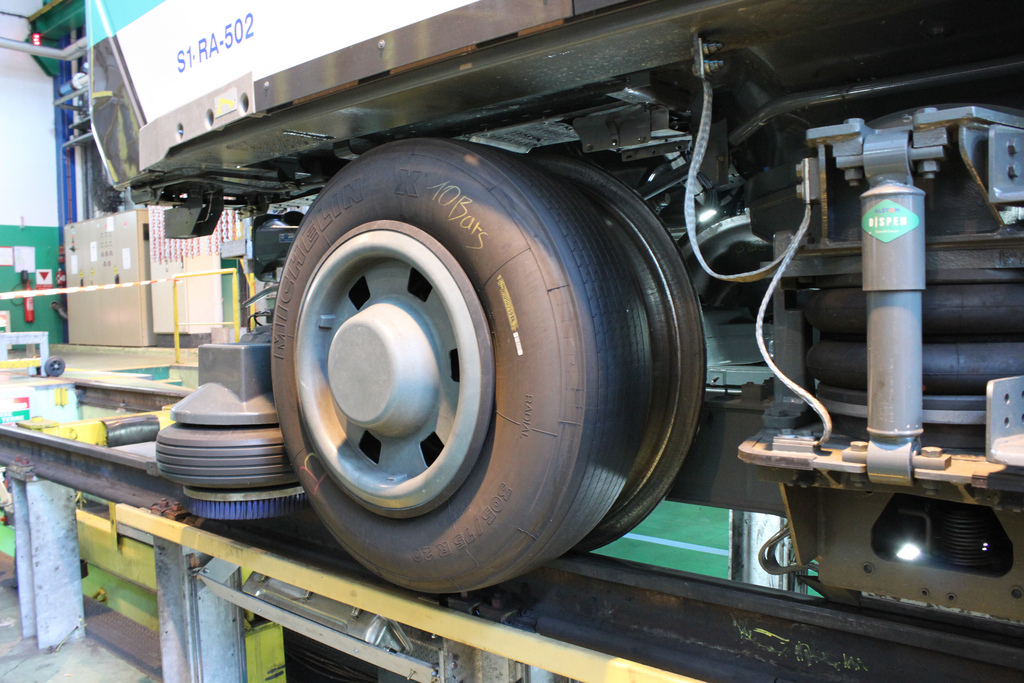
Essieu avant d'un MP 05.

Les caractéristiques techniques reprennent celles des rames MP 89, avec quelques adaptations telles que la modernisation de l'électronique de puissance, le prééquipement multimédia et la ventilation réfrigérée. La chaîne de traction du MP 05 est reprise du MF 01. Le niveau sonore trop élevé des rames MP 89 au freinage et au démarrage est ici réduit par l'optimisation de la transmission au niveau des bogies.

- Longueur : 90,28 m[22]
- Largeur hors tout : 2,448 m[22]
- Hauteur hors tout : 3,470 m[22]
- Hauteur du plancher : 1,120 m[22]
- Hauteur intérieure salle passagers : 2,140 m[22]
- Hauteur de passage sous portes : 1,905 m[22]
- Largeur de passage des portes : 1,65 m[22]
- Composition : S+N+N+N+N+S[22]
- Nombre de places assises : 144[22]
- Nombre de strapontins : 72[22]
- Nombre de voyageurs debout : 554 (à 4 voyageurs par mètre carré)[22]
- Capacité d'un train en charge « confort » (quatre voyageurs par mètre carré) : 698 voyageurs dont 144 places assises[22]
- Capacité d'un train en charge « pleine nominale » (six voyageurs par mètre carré) : 976 voyageurs dont 144 places assises[22]
- 3 portes par voiture à ouverture automatique[22]
- Puissance : 8 × 250 kW (2 moteurs asynchrones par motrice)[22]
- Onduleur : Alstom ONIX à base IGBT repris du MF 01[23]
- Système de pilotage de l'onduleur: Alstom AGATE (Advanced Generic Alstom Transport Electronics)
- Vitesse maximale : 80 km/h[22]
- Accélération au démarrage : 1,35 m/s2
- Freinage : électrique et pneumatique par sabots sur la table de roulement de la roue de sécurité[22]

## Galerie de photographies

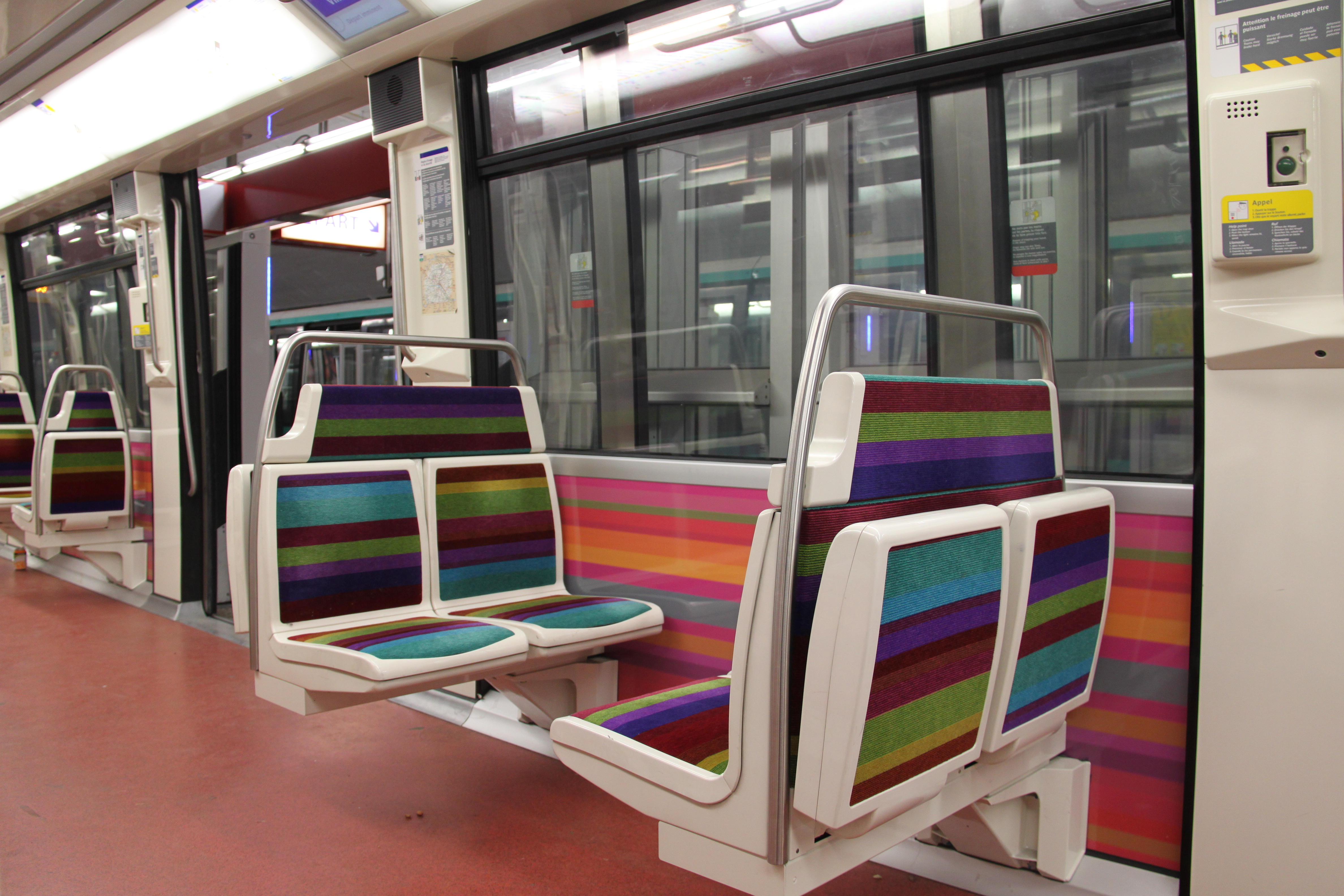
Les sièges multicolores.
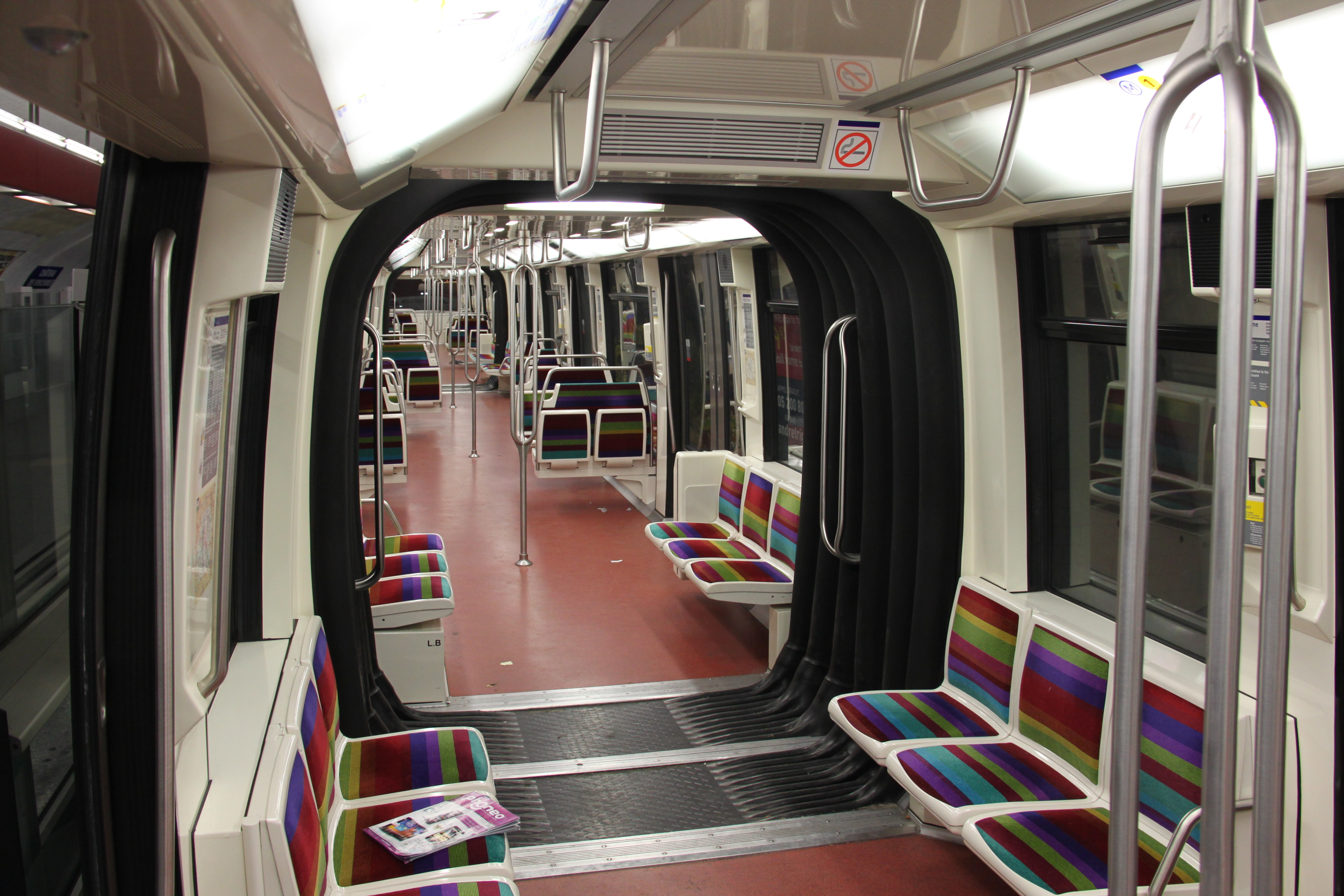
Vue intérieure de l'intercirculation.
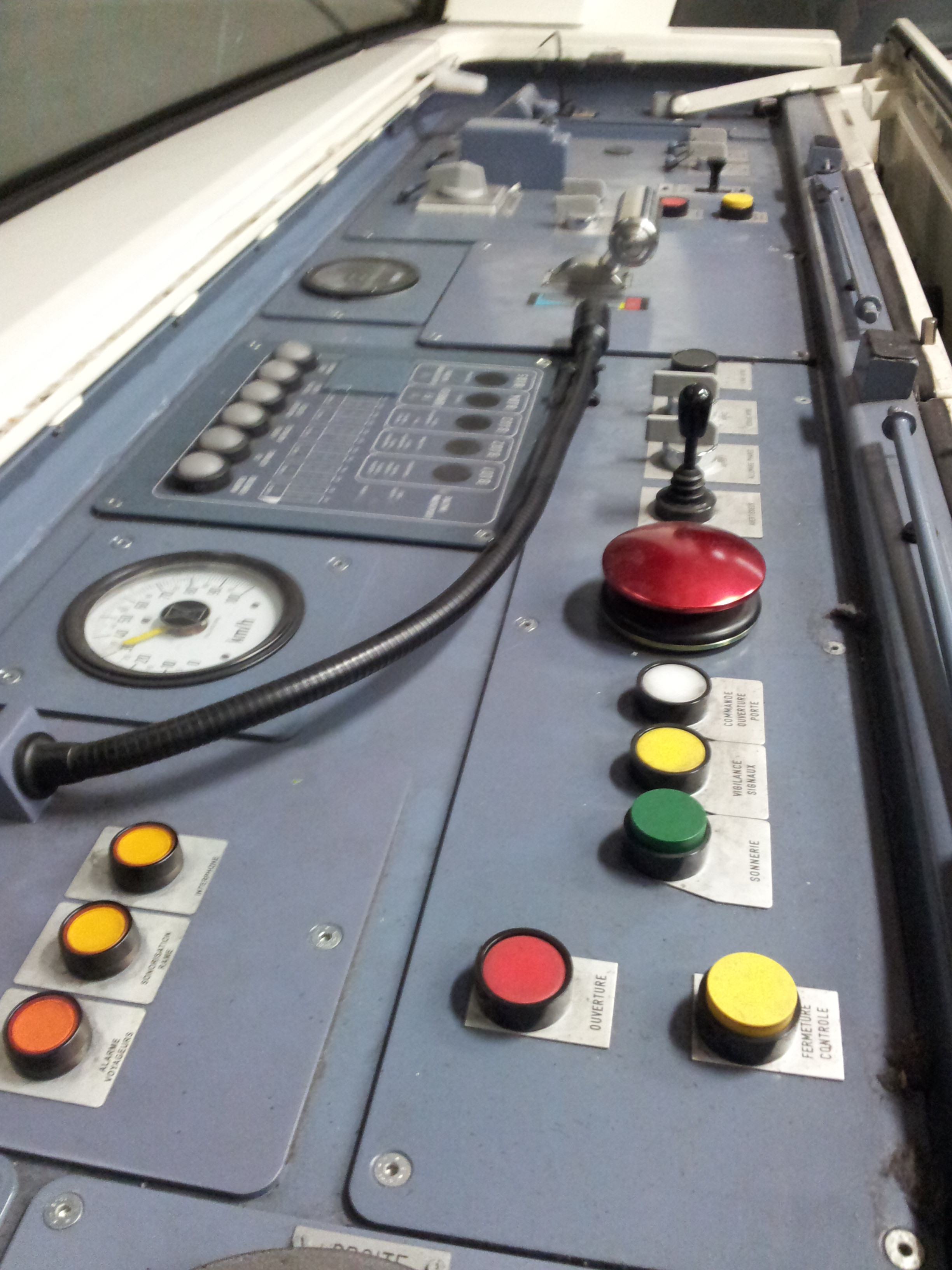
Le tableau de bord du pupitre de secours.
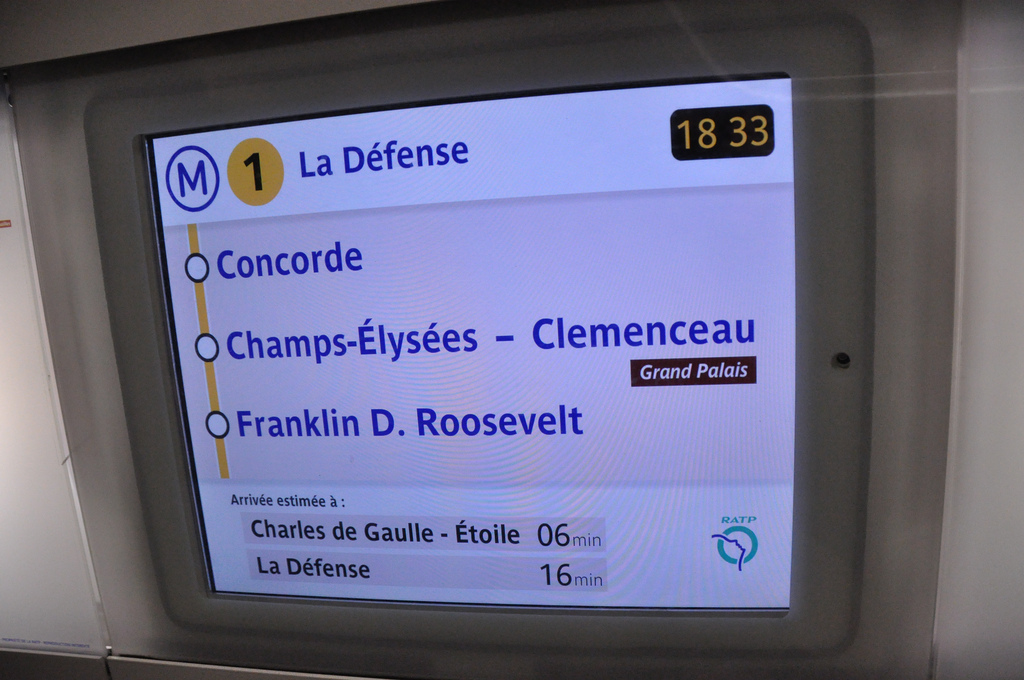
Un écran d'information Dilidam.